# Oyndarfjarðar kirkja
Oyndarfjarðar kirkja er en kirke på Færøerne i Oyndarfjørður på Eysturoy. Kirken blev indviet den 2. marts 1838 og tilhører Færøernes folkekirke. Midt i bygden ovenfor åens udløb ligger den lille typiske færøske trækirke med græstag.
Kirken er en hvidmalet, rektangulær træbygning af lodrette brædder. Græstaget var tidligere lagt på birkebark, men er nu lagt på bølgeblik. Over den smalle for-kirke mod vest er der opført en tagrytter med pyramidespir tækket med blikplader. På nordsiden har kirken to døre og fire vinduer. Den vestlige dør fører ind til for-kirken, men den anden bruges som præstedør. På sydsiden er der i alt 6 vinduer med meget forskellige mellemrum. Alle vinduer går helt op under det lille tagudhæng. Over indgangsdøren hænger en bræt, med navnene på de håndværkere, der var med til at opføre kirken i 1838.
Indvendig står kirken med åbne spær, og står i ikke malet træ. Undtagelsen korgitter, prædikestol samt den øverste del af stolegavlene, der er malet i en frisk blå farve. Over for-kirken findes et pulpitur med kirkens orgel. Kirkens største klenodie er uden tvivl altertavlen, malet i 1839 af Christoffer Wilhelm Eckersberg forstillende Gethsemane. På alterbordet står to kalke, og to høje lysestager fra kirkens opførsel. De to nyere lysestager er skænket af indbyggere i bygden. Døbefonten er af træ, sekskantet med to felter på hver side. Dåbsfadet er af tin fra 1735. Under loftet hænger to kirkeskibe. Det ene er en færøbåd, mens det andet er sluppen "Silverlinning". Kirken har to kirkeklokker. Den ene, støbt i København af I.C. & H. Gamst (1837) bruges ikke længere, mens den anden (32 cm i diameter) er fra 1947, støbt i Brønderslev – med indstriften: "Harrin kaller sálir allar heim til hallar" - Herren kalder alle sjæle hjem til sig". Låsen på kirkedøren er fra kirkens opførelse.

## Historie
Den 25. maj 1837 blev den gamle kirke i Oyndarfjørður inspiceret, og inspektørerne fandt ikke så store mangler ved denne kirke. Den 8. april blev den gamle kirke solgt på auktion. Betingelserne var, at kirken skulle nedtages inden 1. juni 1838. Den 1. juli begyndte arbejdet og den 18. august er arbejdet er afsluttet.
Oyndafjørðar kirkja ligner grundlæggende de gamle trækirker, men adskiller sig fra den ved, at den er hvid udenfor med grønne døre og grønne lister rundt om vinduerne. Men gamle kirkebøger viser, at den oprindeligt havde sorte tjærebeklædte vægge. Som andre gamle kirkelandsbyer har denne kirke en såkaldt 'kisteskrænt' ved kysten, som blev brugt til at læsse kister på både.